# アミガサタケ
アミガサタケ（編笠茸、学名: Morchella esculenta）は、アミガサタケ科アミガサタケ属に属する子嚢菌類のキノコの一種である。春に人里近くに生え、頭部が深い網目状になるのが特徴。ヨーロッパで人気のある食用キノコであるが、生食すると中毒を起こすといわれている。

## 名称
岩崎常正が文政11年（1829年）に著した植物図鑑である『本草図譜』第七巻に、本種とおぼしきものが図説され、和名「あみがさたけ」、漢名「仙人帽」と記されている。この和名は「編笠蕈」の意で、キノコの頭部が縦横に走る肋脈という突起が発達し、それが網の目のように見えることから「アミガサタケ」と呼ばれている。
属名の Morchella は、ドイツ語名の Morchel をラテン語化したものである。種小名の esculenta はラテン語で「食用になる」の意である。日本に産するアミガサタケ類には欧米産種の学名があてられているが、さまざまな色・形があり、正式な分類は未解決で検討課題とされる。
日本では食用としてはあまり重視されてこず、方言名は少ない。秋田県下でウド、ガランド、シワガラ、また青森県や長野県などでミソッコなどと呼んでいる。その他の地方名として知られるものに、ツチボグリ、チャパキン、ボッチ、シワガラなどがある。
古く明治時代の初頭には、東京の四谷付近で「カナメゾツネ」という名が当てられていたが、その語源については明らかになっていない。
英語圏ではモレル（Morel）の呼称で親しまれるが、また Dryland-Fish あるいは hickory-Chicken と称されることもある。アミガサタケの頭部が黄色いので、イエローモレルともよばれる。ドイツ語では Morchel（モルヒェル）、フランス語では morille（モリーユ）、イタリア語では学名と同じ morchella（モルケッラ）または spugnola（スプニョーラ）である。

## 形態
子実体は頭部と太くて明瞭な柄からなる。全体の高さは8 - 15センチメートル (cm) に達する。頭部は球形から楕円形の中空構造で、淡黄褐色または灰褐色で、肋脈とよばれる網目の隆起した部分が縦横に発達し、肋脈に囲まれた類多角形の窪みの集合体となる。柄は歪んだ円筒状で基部が多少太く、白色ないし淡黄褐色で表面はしばしば粉状でざらつく。頭部から連続した空洞がある。肉は薄くてもろく、ほぼ白色で傷つけても変色することはなく、ほとんど無味無臭である。
胞子紋は淡黄色、あるいはオレンジ色を帯びた黄褐色を呈する。
頭部の窪みの内面に多数の子嚢が林立した子実層を形成し、子嚢の内部に胞子を生じる。子嚢は細長い円筒状で無色・薄壁、ヨウ素溶液で青く染まることはなく、先端に薄い円盤状の蓋を有し、成熟すれば蓋が外れて胞子を射出する。胞子は卵状楕円形あるいは広楕円形で油滴を欠き、多数の核を含んでいる。子実層には、子嚢とともに多数の側糸（先端が僅かに膨らんだ、重相の不稔菌糸）が混在する。

## 生態
主に春から初夏にかけて、雑木林の林床や野原、高原の茂み、庭園内の地上、あるいは路傍などに孤生ないし群生する。サクラやイチョウの樹下、河原の土手、公園の草むら、道路脇の側溝の周辺などによく生える。山火事跡や焚き火跡などを好むという報告もある。
日本の図鑑では腐生菌（腐生性）として紹介されている。ただし周囲の条件によって、随意に腐生菌として振る舞うことも菌根を形成することもあり、菌根についても外生菌根を作る場合と内生菌根となる場合とがある。
腐生生活を営む場合、従来は枯れ葉や小枝などを分解・資化するのではないかと漠然と考えられていたが、日本の京都市で採集された子実体から得た培養菌株を用い、20×20×5 mm の材片に接種して2ヶ月間の木材腐朽試験を行ったところでは、ブナ辺材に対して25パーセント以上の重量減少が認められた一方で、アカマツ辺材については腐朽能力をほとんど示さなかったという。試験後のブナ辺材片の成分を定量した結果、試験片に含まれていたリグニンは30パーセント以上減少しており、リグニン減少率とホロセルロース減少率との比は 1.34 - 1.47であることから、リグニンを優先的に分解していると推定され、アミガサタケは白色腐朽を起こすことが示唆された。また、リグニンの分解産物の一種であるバニリン酸やシリンガ酸が試験片から見出された点や、培養菌株の酸化酵素反応（バーメンダム反応）試験が陽性を示し、色素（レマゾールブリリアントブルーR）を酸化・脱色する能力を有する点なども、白色腐朽菌としての性質を間接的に示唆するものであり、これらの所見から、アミガサタケは木材をも栄養源として利用する能力を有することが明らかになった。
外生菌根を形成する相手となる樹種としては、マツ科のオウシュウトウヒ、ニシカラマツ、コントルタマツ、ポンデローサマツ、トガサワラ属の一種などが挙げられている。一変種マルアミガサタケ（独立種として扱う意見もある）においては、トネリコ属、イボタノキ属、ニレ属、コナラ属・ハシバミ属、あるいはミズキ属などの樹根との間で生態的関係を結ぶのみならず、トクサ属やネギ属、タンポポ属、ヒヨドリバナ属などの草本植物の根にも侵入するとされている。これらの植物の細根の内部において、マルアミガサタケの菌糸は、根の表皮層・皮質柔組織および二次師部などの組織を構成する細胞内部にまで侵入し、内生菌根菌のような挙動を示す。
胞子が発芽して形成されたカビ世代は、Costantinella terrestris (Link.) Hughes の学名で呼ばれる。菌糸は無色で、表面に微細な突起を帯びてざらついており、直立した分生子柄の周囲に、無色で楕円形の分生子を輪生する。
菌糸の集合体である菌核（きんかく：Sclerotium）を形成する性質があり、子実体を作るにさきだって菌核形成が必要になるともいわれる。この菌核は黒色ないし赤褐色でやや歪んだ塊状あるいは粒状をなし、自然環境下では路傍などの浅い地中に埋没している。なお、アミガサタケの菌核は、表皮層と髄層との分化がほとんどなく、さらに内部に植物の組織片や土塊・砂粒などの異物を包含する性質があることから、厳密には偽菌核（ぎきんかく：Pseudosclerotium）であるとみなされている。菌核の形成促進には、基質中における空隙の存在が重要であるといわれている。この菌核は越冬形態として機能するといわれ、3.3-4.4℃で2週間ほど保つことによって子実体形成が誘導されるという報告もある。
異なる胞子由来の菌糸の接合により形成された重相菌糸は、遺伝的に異質な複数の核を同時に含んだ異核共存状態で生長する。まれに、胞子発芽で形成された単相菌糸（唯一個の核を含むのみ）と、単相菌糸同士の接合を経た重相菌糸との間で菌糸融合が起こり、核の交換が行われるダイ・モン交配が認められることがある。

## 分布

アミガサタケの分布図

日本、ヨーロッパなど、北半球の温帯と亜寒帯の湿潤気候の地域に分布するほか、ニュージーランド、稀ではあるがブラジルにも分布する。

## 類似種
頭部が丸く、そのくぼみが丸みを帯びるとともに粗雑なものをチャアミガサタケ（Morchella esculenta var. umbrina）、肋脈の稜が幼時は白っぽい（次第に暗褐色を帯びてくる）ものをマルアミガサタケ（Morchella esculenta var. rotunda）の名で呼び、おのおの変種レベルで区別されるが、これらを同一種の変異とする意見もある。
頭部が長卵形をなすとともにその肋脈が厚く、全体に黄白色ないしクリーム色を帯びるものにアシボソアミガサタケ（Morchella deliciosa）があるが、これをアミガサタケの一変種としたり、あるいは同一種として扱ったりする研究者もある。
日本からは、この他にアシブトアミガサタケ（Morchella crassipes）、トガリアミガサタケ（Morchella conica）、オオアミガサタケ（Morchella smithiana）、コトガリアミガサタケ（Morchella angusticeps var. angusticeps）、オオトガリアミガサタケ（Morchella elata）、ヒロメノトガリアミガサタケ（Morchella costata）、フカアミガサタケ（Morchella patula var. patula）(食毒不明)、トガリフカアミガサタケ（Morchella patula var. semilibera = Mitrophora semilibera）(食毒不明)、オオフカアミガサタケ（Morchella patula var. gigas = Mitrophora gigas）などが知られている。近縁のトガリアミガサダケは、やや大型で頭部が黒っぽくてやや尖り、網目の縦方向の肋がはっきりしている。ヒロメノトガリアミガサタケは、高さ20 cm以上とアミガサタケよりも大型で、頭部の網目が粗くて大きく、縦脈がはっきりしている。
産地を異にするいくつかの標本を元にした解析では、アミガサタケとアシブトアミガサタケとは分子系統学的差異がほとんどなく、同一分類群に属すると判定されたという。

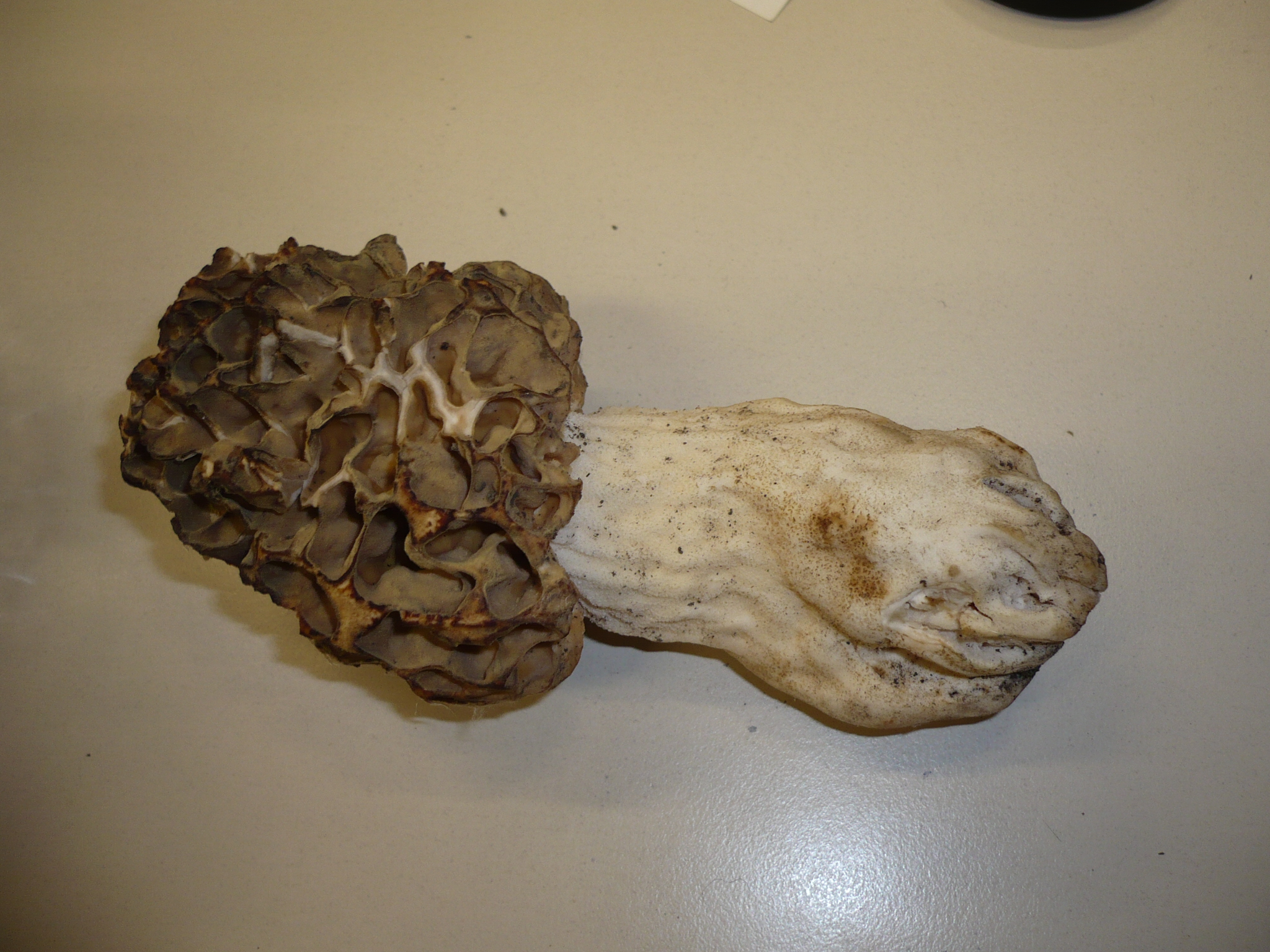
アシブトアミガサタケ（Morchella crassipes）
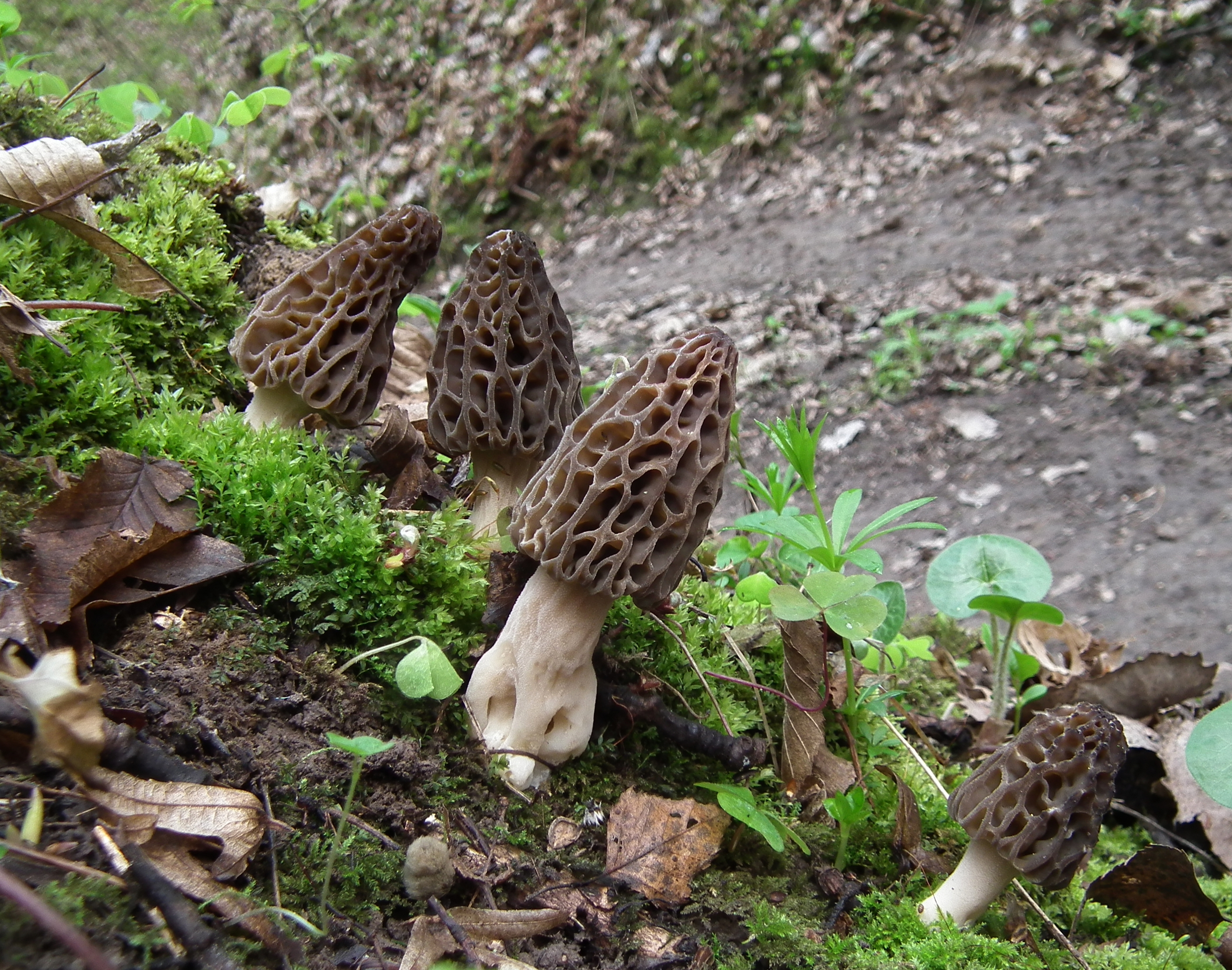
トガリアミガサタケ (Morchella conica)
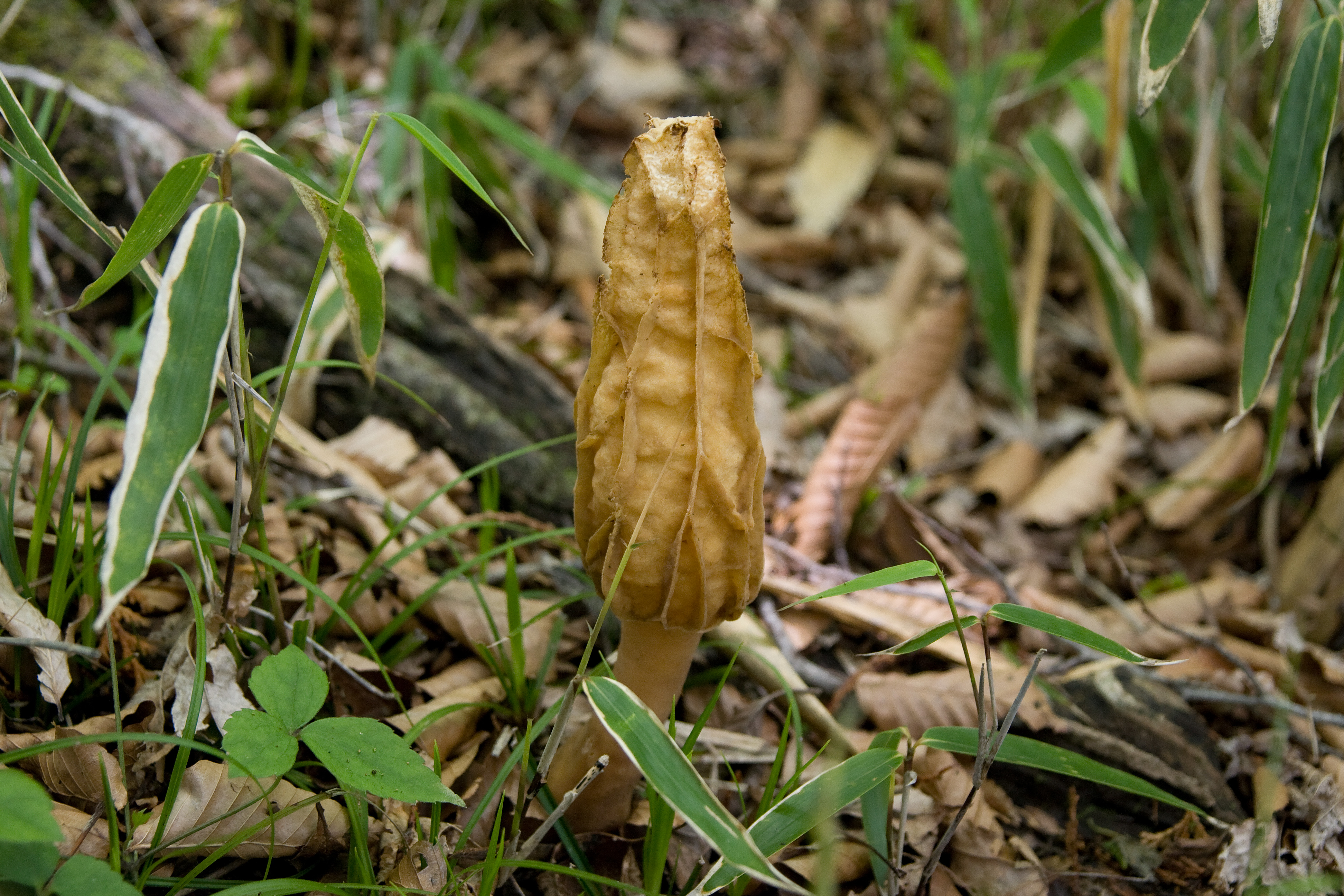
ヒロメノトガリアミガサタケ（Morchella costata）

## 成分
子実体には、非タンパク性アミノ酸の一種であるシス-3-アミノ-L-プロリンが遊離状態で含まれている。この成分は、本種と同属に置かれるトガリアミガサタケやアシブトアミガサタケの子実体からも検出され、これらのキノコの呈味成分の一つであると推定されているが、アミガサタケ属のキノコ以外からは見出された例がない。なお、このアミノ酸は、アミガサタケの培養菌糸からも検出されている。
食品のうま味成分の構成要素の一つとなり得る呈味性ヌクレオチドとしてはグアニル酸とアデニル酸とが検出されており、特に後者の割合が多いという。一方で、イノシン酸、シチジル酸、ウリジル酸は見出されていない。
脂肪酸としては、その80パーセント前後はリノール酸で占められ、他にパルミチン酸（10パーセント前後）やオレイン酸（5パーセント前後）を含んでいる。

## 食・毒性
食用キノコとして、ヨーロッパでは非常に人気があるが、日本ではあまり食べられていない。英語で morel（モレル）、フランス語で morille（モリーユ）、 イタリア語で morchetta（モルケッタ）、ドイツ語で Speise（シュパイゼ）、中国語で「羊肚菌」（ヤンドゥージュン）とよばれ珍重される。フランスでは春の訪れを告げる味覚として親しまれ、フランス料理において知名度の高い食材の一つとして知られる。食べると「ナッツのような味」と表現する人もいる。ゴワゴワした食感があるが、乾燥させると強い香りが出てきて美味しくなる。
食用キノコの一つであるが、子実体には微量のヒドラジンを含むため、生食すると中毒を起こすといわれる。また、調理されたものであっても、アルコールとともに食べると酔いを深め、悪心や嘔吐の原因になるともいわれている。きちんと加熱調理し、かつアルコールを同時に摂取せずに食べても、大量に摂食した場合に眩暈・ふらつき、縮瞳などを起こした例が報告されている。また、ドイツのミュンヘン近郊で、アミガサタケを大量に食べて体調に異変をきたした例では、患者を診察した医師自身が、診察・処置の終了直後に、患者が採取したのと同一の場所でアミガサタケを集めて試食したが、症状は発現しなかったという。
廃棄されたリンゴ園の跡に発生した場合、農薬の成分として土壌に撒布されたヒ酸鉛に含まれるヒ素や鉛が子実体に蓄積され、これを食用とした場合に健康に好ましくない影響を与える可能性も指摘されている。

## 調理
肉質はもろいが、茹でると弾力が出て歯触りがよくなる。乾燥品は水で戻してフランス料理に多く使われ、ゴム質のシコシコした食感と、シイタケのような濃厚なうまみエキスと香りがある。乾燥品の戻し汁にもよい風味が滲出しているので、一度漉して砂粒などを除いた後、ソースなど調理に用いる。
生クリームやバターなどとの相性がよいとされ、グラタンやシチュー、パスタ料理などにしばしば使われる。仔牛や鶏などの白身肉との相性もよい。ピッツァ、フライ、スープ、オムレツなどの素材としてもよく使われる。
日本ではほとんど食用にされた歴史がないキノコであるが、辛子和えや炒め物、すき焼き、味噌汁の具などの和風料理に用いられることもある。
中国では、排骨湯や鶏湯などのスープにしたり、中の空洞に肉を詰めて調理されることが多い。

## 栽培
特に欧米では高級食材として珍重されるため、人工栽培の方法については昔から様々な模索がなされていたが、ブラックモレル（M. importuna）に関しては2010年代以降に商業的に安定した栽培法が確立されつつある。中華人民共和国では雲南省などで盛んに栽培されており、主におがくずと小麦粉を混ぜた「栄養袋」（ENB）を畑に設置して菌床とする人工栽培が行われている。2018年から2020年にかけて四川省と重慶市で栽培面積が急激に拡大しているものの、供給量が需要量の増加に追いついておらず、1kgあたり460元程度と非常に高価となっている。また、畑栽培では子実体の約25%がDiploöspora longisporaを中心とする害菌被害に遭っている。zh:中国科学院昆明植物研究所は2007年からブラックモレルの栽培に関する研究を開始し、2021年に栽培床による工場栽培を実現した。この栽培方法では、気候に左右されず通年収穫が可能となり、1m3の収穫量は畑栽培の0.5kg以下から2kgに増加する見込み。また、同年にデンマークのプロジェクトチームがブラックモレル (Morchella sp.)の安定した屋内通年栽培の技術を確立したことを発表した。この栽培方法では、1年間に1m3あたり約10kgの収穫が見込め、品質も野生菌に勝ると評価された。今後はこの技術を商業化することが課題とされている。
イエローモレル（M. esculentaなど）の人工栽培は未だ成功していない。
日本では岐阜県のメーカーが2018年にハウス栽培による人工栽培および商用生産に初めて成功し、2020年には整備された竹林での林地栽培による試験生産に成功した。竹チップなどを用いた栄養材を培地として竹林に設置したもので、日本の竹林でアミガサタケの生産が可能であることが実証されたことから、全国にある放置竹林を用いてアミガサタケを安価に量産するビジネスモデルが提案されている。
岩手県では雲南省と友好交流協定を締結して2016年より栽培技術を導入し、国内産の菌株を用いて2021年に岩手県林業技術センターでの屋外人工栽培に成功した。

## ミネソタ州におけるアミガサタケ
アメリカ合衆国ミネソタ州においては、アミガサタケが「州のきのこ」として州法に規定されている。また、ミネソタ州のみならず周辺の各州（アイオワ州、イリノイ州、ウィスコンシン州など）では、毎年5月にアミガサタケの採取コンテストが開催される。参加者が、制限時間（通常は2時間）以内に自力で野外から採取したアミガサタケの本数を競うものであるという。

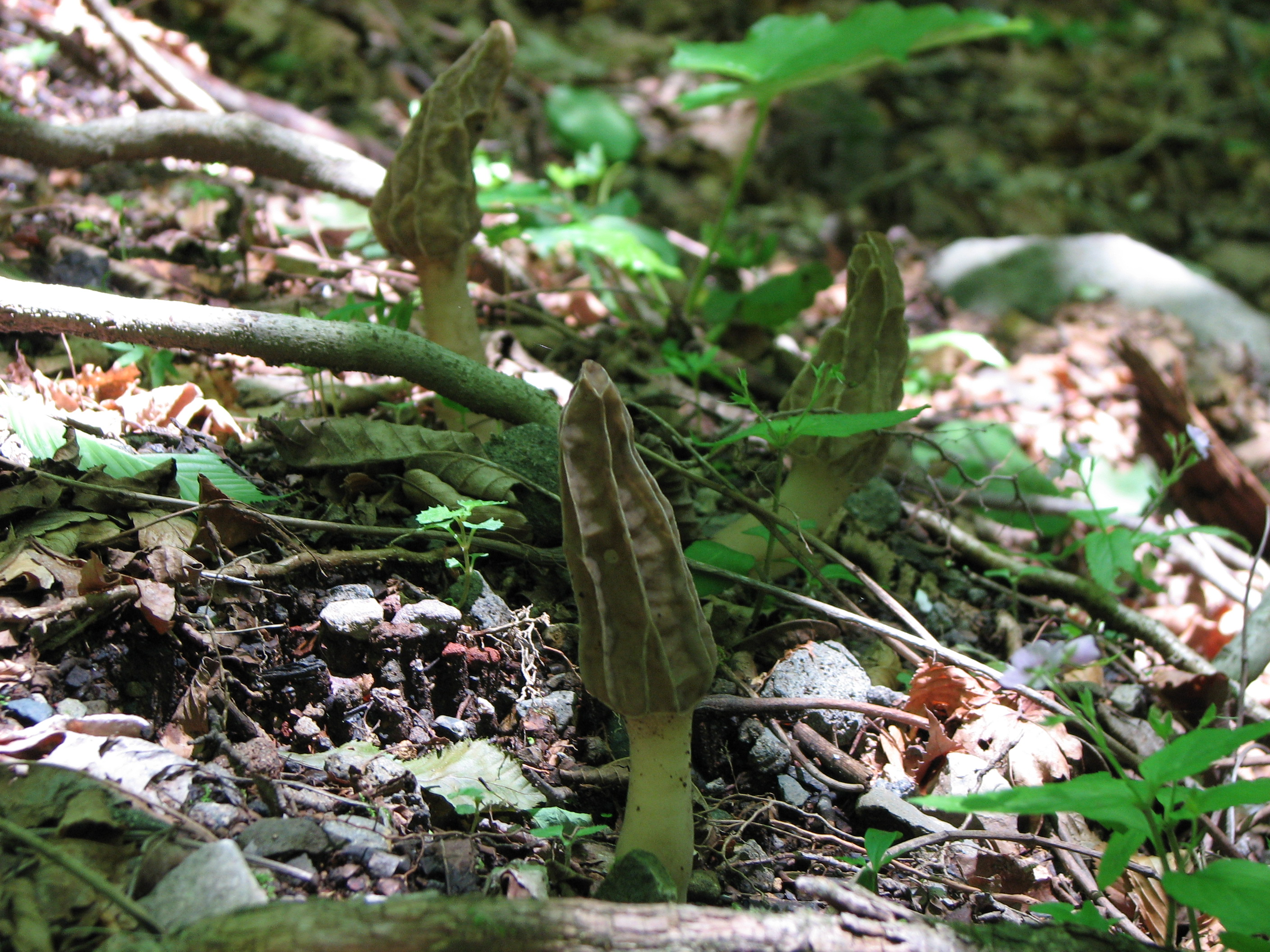
ヒロメノトガリアミガサタケ(Morchella sp.) 栃木県レッドデータ カテゴリ「要注目」
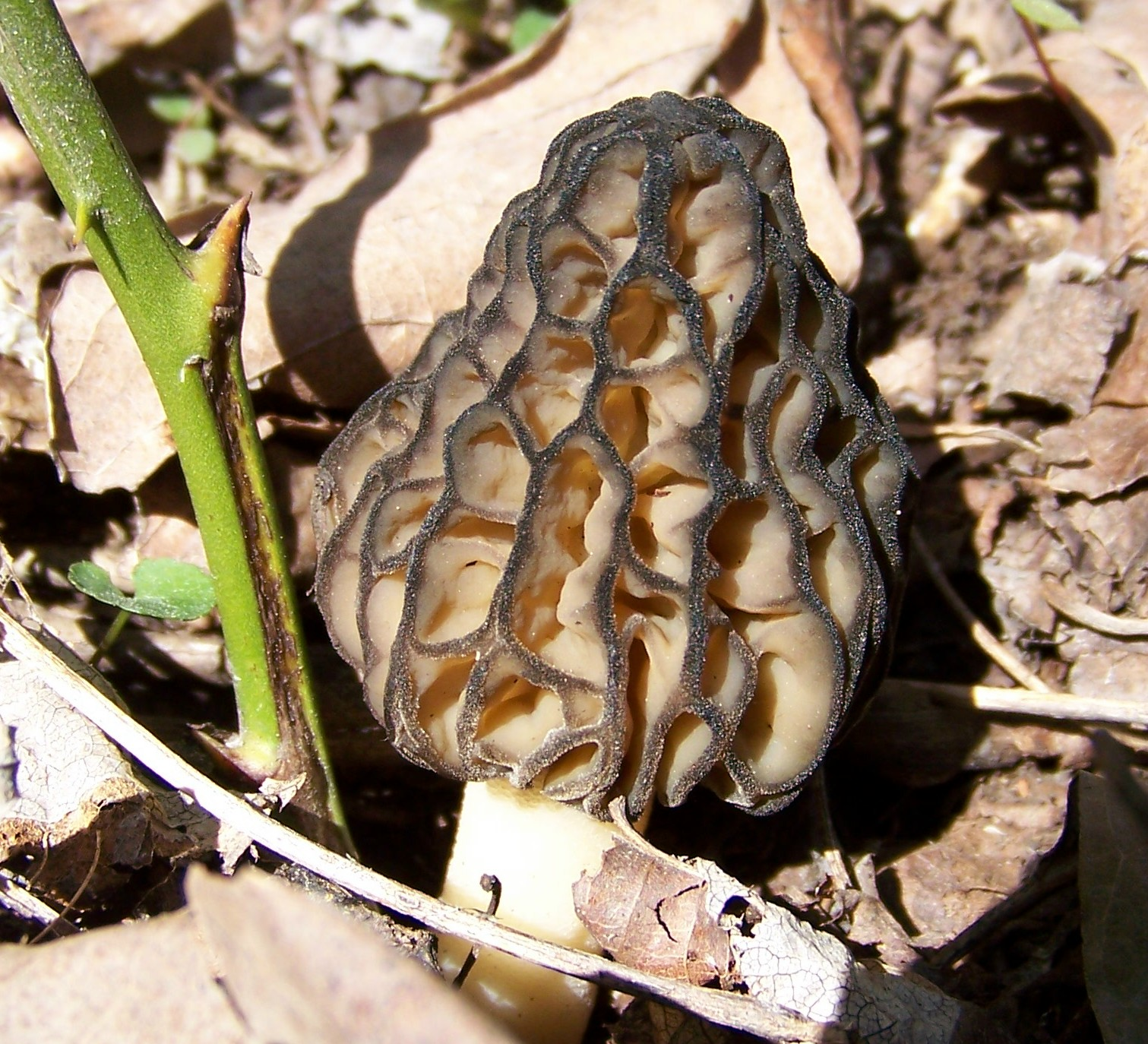
オオトガリアミガサタケ(Morchella elata)